# Gare de Lyon-Saint-Exupéry TGV
Gare de Lyon-Saint-Exupéry TGV vasútállomás Franciaországban, Lyon településen.

## Vasútvonalak
Az állomást az alábbi vasútvonalak érintik:
- Combs-la-Ville-Saint-Louis-vasútvonal
- LGV Rhône-Alpes

## Kapcsolódó állomások
A vasútállomáshoz az alábbi állomások vannak a legközelebb:
- Gare de Valence-Rhône-Alpes-Sud TGV
- Gare de Mâcon-Loché-TGV

## Forgalom
Az állomást az alábbi járatok érintik:
- Nagysebességű vonat (TGV): Párizs - Grenoble
- Nagysebességű vonat (TGV): Párizs - Chambéry - Turin - Milan
- Nagysebességű vonat (TGV): Párizs - Chambéry - Aix-les-Bains - Annecy
- Nagysebességű vonat (TGV): Párizs - Valence - Montelimar - Avignon
- Nagysebességű vonat (TGV): Párizs - Valence - Montelimar - Avignon - Miramas
- Nagysebességű vonat (TGV Ouigo): Marne-la-Vallée - Lyon Saint-Exupéry - Avignon - Marseille
- Nagysebességű vonat (TGV Ouigo): Marne-la-Vallée - Lyon Saint-Exupéry - Nîmes - Montpellier